# Connected (film, 2008)
Pour les articles homonymes, voir Connected (homonymie).
Pour plus de détails, voir Fiche technique et Distribution.
Connected (保持通話, Bo chi tung wah) est un film d'action hongkongais co-écrit, co-produit, et réalisé par Benny Chan et sorti en 2008. C'est une reprise du film américain Cellular (2004).
Il raconte l'histoire de Bob (Louis Koo), un père célibataire qui reçoit l'appel de détresse sur son téléphone portable de Grace Wong (Barbie Hsu), une femme ayant été enlevée par un groupe d'agents d'Interpol corrompus.
Le film est développé par la Warner China Film HG, la branche chinoise de Warner Bros., qui estime qu'une reprise de Cellular aurait du succès à Hong Kong en raison de la forte présence des téléphones portables, et décide d'embaucher Benny Chan pour développer un scénario pour le film. Chan et ses scénaristes passent deux ans à travailler sur le scripte. Pour Connected, il voulait améliorer le film précédent en rendant les personnages et les situations plus crédibles.

## Synopsis
Alors que Grace Wong (Barbie Hsu) est au volant, sa voiture est renversée par un autre véhicule et elle est enlevée. Les ravisseurs, menés par Fok Tak-nang (Liu Ye), retournent chez elle, où ils tuent sa femme de chambre, et commencent à fouiller l'endroit. Grace est ensuite emmenée dans une maison abandonnée, où elle parvient à réparer un téléphone détruit avec lequel elle réussit à contacter Bob (Louis Koo), un père célibataire et agent de recouvrement qui a promis à son fils, Kit-kit, et à sa sœur, Jeannie (Flora Chan (en)), de les retrouver à l'aéroport, avant que Kit-kit ne prenne un vol pour l'Australie.
Tout en parlant à Grace sur son téléphone portable, Bob accepte de l'aider et tend son téléphone à l'agent de patrouille Fai (Nick Cheung), qui estime qu'il s'agit d'une farce, en raison de la conduite imprudente de Bob. Grace est interrompue lorsque Fok et ses hommes entrent dans la pièce, après avoir enlevé l'ami de son frère, Joe. Fok force Grace à contacter son frère, Roy. Après avoir écouté le répondeur de ce-dernier, Fok tue Joe et part avec ses hommes, prévoyant maintenant de s'en prendre à la fille de Grace, Tinker. Grace persuade Bob de se rendre à l'école et de retrouver sa fille avant les hommes de Fok. Quand Bob arrive, il est distrait par le directeur de l'école, et quelques minutes avant la sortie des classes, il trouve Tinker mais trop tard, elle est enlevée par les hommes de Fok. Bob s'en prend aux ravisseurs, mais finit par les perdre de vue dans la lutte. Après avoir percuté un camion, il trouve plus tard une arme de poing laissée dans sa voiture par un autre agent de recouvrement.
Réalisant qu'il ne reste plus beaucoup de batterie dans son téléphone, Bob se rend dans un magasin de téléphones pour acheter un chargeur. Après avoir perdu patience avec le commis de service, il le menace de son arme et paie le chargeur. Après qu'il a été filmé à la fois à l'école et au magasin de téléphones, Fai se dirige vers la résidence de Grace Wong. Il est toujours convaincu que l'enlèvement est une farce, après avoir parlé à Michelle, une femme qui se fait passer pour Grace. Fok décide alors de s'en prendre au frère de Grace, Roy, qui est hospitalisé.
Fai décide d'appeler chez Grace, après s'être rendu compte que la vraie Grace Wong parle mandarin, tandis que l'imposteure qu'il a rencontré parle cantonais. À l'hôpital, Bob parvient à distraire les ravisseurs de Grace, qui sont révélés par la police comme étant des agents d'Interpol. Les agents réussissent cependant à enlever Roy et à l'emmener sur une colline où il a caché un caméscope. Bob intervient, saisissant l'objet et fuyant les agents. Malheureusement, il perd le contact avec Grace.
Fai se dirige vers la maison de Grace, où il affronte et tue Michelle, réalisant qu'elle était également un agent d'Interpol travaillant pour Fok. Alors que Grace essaie de contacter Bob, elle est attrapée par l'un des hommes de main de Fok qu'elle tue et parvient à retrouver sa fille. Cependant, alors qu'ils prévoient de s'échapper, Grace et Tinker sont rattrapés par Fok. Bob regarde les preuves sur le caméscope. Les images, capturées par Roy, révèlent que Fok exécutait brutalement plusieurs trafiquants de drogue américains et volait leur marchandise. Bob appelle Fok et leur dit de le rencontrer à l'aéroport en échange des preuves et des otages, tout en essayant de tenir sa promesse à son fils.
À l'aéroport, les projets de Bob de rencontrer sa sœur et son fils sont mis à mal tandis que Fok se tient entre eux et la cachette de Bob. Après avoir dit à Fok d'aller vers le parking, il exige que Grace, Roy et Tinker soient libérés. Ils s'enfuient vers une voiture de police qui se trouve également dans le parking. Malheureusement, Bob est attrapé par Fok et ses hommes et se bat contre eux jusqu'à ce que Fai les rattrape. Fok et ses hommes sont arrêtés par l'inspecteur Cheung et son unité. Après que Bob ait remis les preuves enregistrées sur caméscope au détective Cheung, Fok et Tong, l'un des hommes de main de Fok, apparaissent et Cheung révèle qu'il travaille avec Fok. Celui-ci supprime les images du caméscope et une violente confrontation s'ensuit sur un quai de chargement de l'aéroport où Fai et Bob affrontent Fok, Cheung et les agents corrompus d'Interpol. Cheung est tué par Fai après l'avoir attaqué avec un chariot élévateur.
Bob affronte Fok sur un échafaudage. Après que Bob ait révélé qu'il avait caché des copies des preuves sur son téléphone portable et menace de les envoyer à la police, Fok propulse Bob hors de l'échafaudage. Un filet parvient à le sauver d'une chute mortelle, mais envoie Fok tomber dans le vide et mourir. Pendant ce temps, un membre de l'équipe de Fok renverse Grace et sa famille et se prépare à les tuer, mais Grace parvient à défendre sa famille assez longtemps pour que la police arrive. Quand Bob revient, Fai lui parle, ressentant la gloire qu'il ressentait autrefois en tant que policier et souhaitant ne plus jamais se revoir après cette aventure. Bob rencontre ensuite Grace pour la première fois en personne. Grace le remercie, et Bob conclut leur rencontre en disant : « Si vous appelez à l'aide, non merci ! Si vous voulez dîner, alors je réfléchirai ». Bob retrouve ensuite son fils.

## Fiche technique
- Titre original : 保持通話
- Titre international : Connected
- Réalisation : Benny Chan
- Scénario : Alan Yuen, Benny Chan et Xu Bing
- Photographie : Anthony Pun
- Montage : Yau Chi-wai
- Musique : Nicolas Errèra
- Production : Benny Chan, Albert Lee, Jiang Tao et Kevin Yung
- Sociétés de production : Emperor Motion Pictures (en), China Film Group, Warner China Film HG, Armor Entertainment et Sirius Pictures International
- Société de distribution : Emperor Motion Pictures
- Pays d’origine :  Hong Kong
- Langue originale : cantonais
- Format : couleur
- Genres : action
- Durée : 110 minutes
- Date de sortie :
  -  Hong Kong et  Malaisie : 25 septembre 2008
  -  Singapour : 1er octobre 2008
  -  Vietnam : 7 novembre 2008
  -  Corée du Sud : 20 novembre 2008
  -  Japon : 1er août 2009

## Distribution
- Louis Koo : Bob
- Barbie Hsu : Grace Wong
- Nick Cheung : Le sergent Yu Chan-fai
- Liu Ye : L'inspecteur Fok Tak-nang
- Cheung Siu-fai : L'inspecteur Cheung
- Flora Chan (en) : Jeannie
- Louis Fan : Tong, un homme de Fok
- Carlos Chan : Roy Wong, le frère de Grace
- Ken Hung (en) : Joe, le camarade de classe de Roy
- Vincent Kok (en) : un homme dont le cabriolet est volé par Bob
- Gong Beibi (en) : Jen, la femme de Fai (caméo)
- Wong Cho-lam (en) : un salarié
- Raymond Wong Ho-yin (en) : le chef des forces spéciales (caméo)

## Production
Connected est une reprise du film américain Cellular (2004), avec Kim Basinger et Chris Evans. C'est aussi le premier film à être produit par Sirius XM Radio, la filiale de production de Sirius Pictures International. Connected est une co-production sino-hongkongaise, produite par Emperor Motion Pictures (en) et Warner China Film HG, une entreprise conjointe de Warner Bros. et China Film Group.
Le film est produit et réalisé par Benny Chan, avec Louis Koo dans le rôle principal. Tous deux avaient déjà collaboré sur L'Expert de Hong Kong (2006). Chan retrouve également le coordinateur des cascades Nicky Li, un ancien chef de l'équipe de cascadeurs de Jackie Chan (en), qui a déjà travaillé sur plusieurs films de Chan, notamment L'Expert de Hong Kong, Divergence (2005) et Invisible Target (en) (2007).  Le scénario est co-écrit par Alan Yuen, qui a déjà collaboré avec Chan sur des films tels que L'Expert de Hong Kong et New Police Story (2004).

### Développement
Connected est développé par la Warner China Film HG, qui espère que le film plaira à la forte population d'utilisateurs de téléphones portables de Hong Kong. Le studio approche le réalisateur Benny Chan, l'un des réalisateurs les plus demandés du cinéma d'action hongkongais. Chan et ses scénaristes passent deux ans à travailler sur le scénario. Il subit diverses réécritures, avant que les scénaristes ne créent finalement un scénario très similaire au film Cellular,.  En comparant les deux films, Chan dit que son film comprend « beaucoup d'éléments réputés des films d'action de Hong Kong - des combats, de l'action, et des voitures volantes », bien qu'il ait voulu rendre les personnages plus réels et crédibles.

### Tournage
Le film est entièrement tourné à Hong Kong avec un budget de 45 millions HK$ (5,8 millions US$), considéré comme un chiffre moyen parmi les budgets en hausse des films chinois. Chan considère le film comme le plus exigeant de sa carrière, alors que lui et les co-scénaristes Alan Yuen et Xu Bing ont essayé de le rendre intéressant pour le public chinois. Le réalisateur a d'abord tourné les scènes de Barbie Shu avant de tourner celles de Louis Koo. Les deux acteurs, cependant, partagent une scène ensemble. Durant le tournage, le gouvernement de Hong Kong a refusé d'accorder un permis pour une scène de voiture volante dans un quartier animé de la ville, ainsi les cinéastes n'ont pu que déplacer le tournage vers la périphérie de Hong Kong, prouvant qu'ils pouvaient faire de même sans l'aide du gouvernement.
Koo a effectué ses propres cascades, déclarant : « Que ce soit une poursuite en voiture, une descente de colline ou sauter depuis une voiture qui tombe, je suis d'accord avec les cascades tant que le résultat donne l'effet que nous voulons ». Il révèle plus tard qu'il souffrait de blessures externes. Pour la séquence de poursuite en voiture, Koo a persuadé Chan de le laisser effectuer lui-même la cascade, estimant que « le résultat serait plus crédible ».

## Box-office
Lors de son premier week-end d'exploitation à Hong Kong, Connected se hisse au sommet du box-office, récoltant 3,61 millions HK$ de recettes. À la fin de son exploitation à Hong Kong, le film avait rapporté un total de 13,64 millions HK$.

## Prix et nominations
| Prix et nominations                                     | Prix et nominations             | Prix et nominations    | Prix et nominations |
| Cérémonie                                               | Catégorie                       | Récipiendaire          | Issue               |
| ------------------------------------------------------- | ------------------------------- | ---------------------- | ------------------- |
| 54e cérémonie des Golden Horse Film Festival and Awards | Meilleur montage                | Yau Chi-wai            | Lauréat             |
| 54e cérémonie des Golden Horse Film Festival and Awards | Meilleure chorégraphie d'action | Nicky Li               | Lauréat             |
| 28e cérémonie des Hong Kong Film Awards                 | Meilleur réalisateur            | Benny Chan             | Nomination          |
| 28e cérémonie des Hong Kong Film Awards                 | Meilleure actrice               | Barbie Hsu             | Nomination          |
| 28e cérémonie des Hong Kong Film Awards                 | Meilleur montage                | Yau Chi-wai            | Lauréat             |
| 28e cérémonie des Hong Kong Film Awards                 | Meilleure chorégraphie d'action | Nicky Li               | Nomination          |
| 28e cérémonie des Hong Kong Film Awards                 | Meilleur son                    | Chris Goodes, Sam Wong | Nomination          |